# Quartier latin (Montreal)

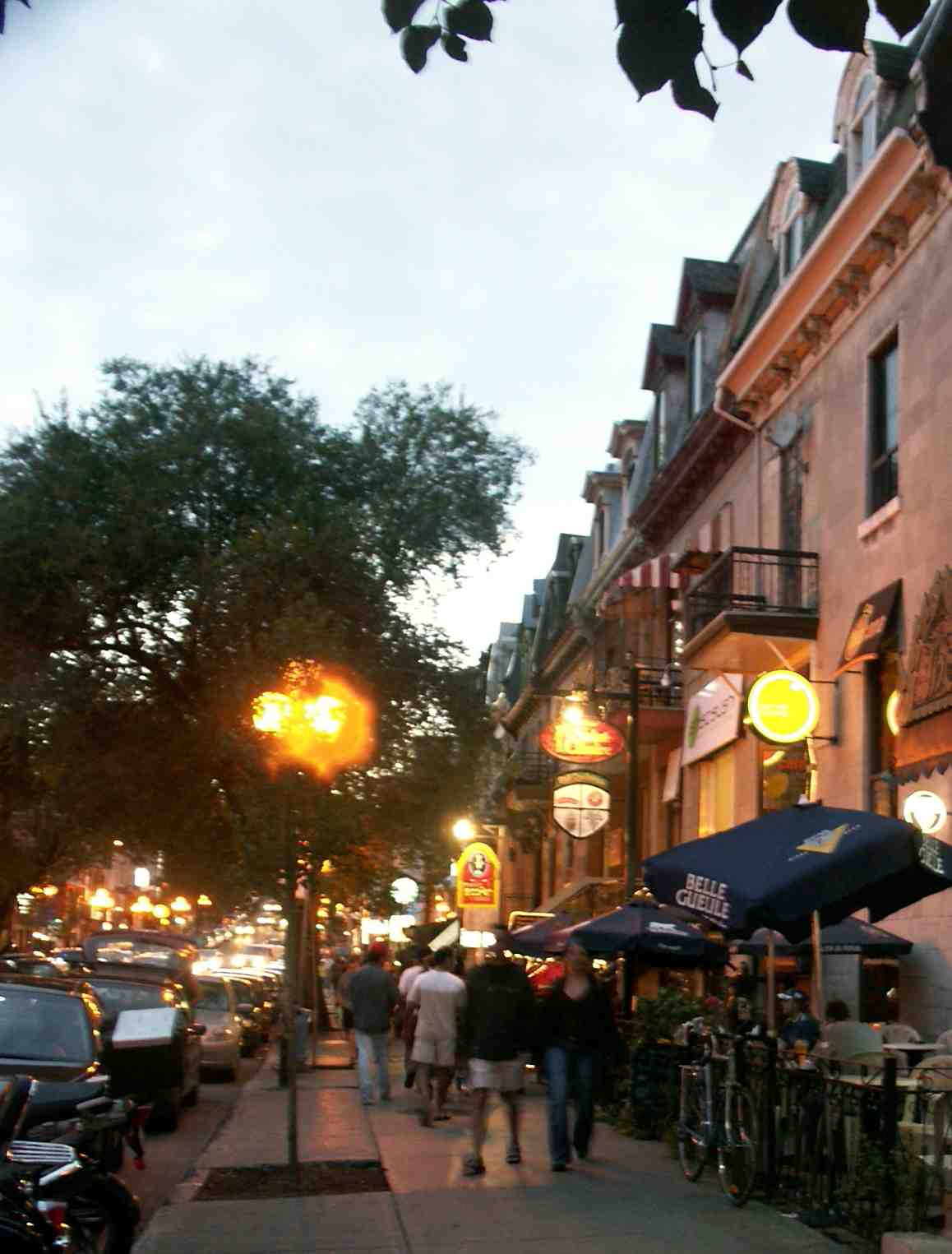

Quartier latin - obszar w dzielnicy Ville-Marie w Montrealu, obejmujący obszar wokół UQAM oraz dolną część Rue Saint-Denis. Znany jest ze swoich teatrów, artystycznej atmosfery, kawairni i butików.
Nazwa jest odniesieniem do dzielnicy Quartier latin w Paryżu (której nazwa, Dzielnica Łacińska, związana była z obecnością tam uniwersytetu, gdzie nauczano po łacinie) oraz do powstałej w Montrealu w latach 1920 filii Uniwersytetu Laval (późniejszy Uniwersytet Montrealu). W latach 1940 uniwersytet przeniósł się do nowego kampusu na północnych zboczach Mont Royal (dzielnica Côte-des-Neiges–Notre-Dame-de-Grâce), daleko od śródmieścia. W późnych latach sześćdziesiątych powstał w Montrealu kolejny uniwersytet francuskojęzyczny, UQAM (Université du Québec à Montréal), który wprowadził się do dzielnicy Ville-Marie, przez co nazwa "Quartier latin" ponownie miała sens. Duże kolegium, Cégep du Vieux Montréal, również przeniosło się tutaj wkrótce.
Należące do NFB/ONF CinéRobotheque mieści się tutaj, obok Cinémathèque québécoise. Grande Bibliothèque du Québec ("Wielka Biblioteka Quebecu") została ut otwarta w 2005 roku.